# Luser
 (janvier 2016).
Si vous disposez d'ouvrages ou d'articles de référence ou si vous connaissez des sites web de qualité traitant du thème abordé ici, merci de compléter l'article en donnant les références utiles à sa vérifiabilité et en les liant à la section « Notes et références ».
Dans le jargon de l'informatique, un luser est un utilisateur d'ordinateur inexpérimenté qui est particulièrement stupide, ennuyeux et irritant pour les utilisateurs plus expérimentés. En français, on rencontre parfois les termes internouille et nultilisateur.
Il s'agit d'un mot-valise formé des mots anglais loser et user qui signifient perdant et utilisateur.
Le luser est une personne qui connaît peu de choses à l'informatique sans le reconnaître, qui utilise les termes informatiques à tort et à travers et applique toutes sortes de procédures à l'exception de celles figurant dans les manuels et préconisées par les informaticiens. Lorsqu'il réalise une mauvaise manipulation, le luser tente le plus souvent de corriger son erreur, mais ne parvient qu'à aggraver la situation, puis il met en cause l'ordinateur, le logiciel ou le service technique.
Le terme luser est très populaire auprès du personnel de soutien technique qui l'utilise pour se moquer de leurs utilisateurs les moins débrouillards.
Dans la culture hacker, le mot prend une signification large et désigne tout utilisateur normal (celui qui n'est pas un hacker), avec l'implication que cette personne est un loser (un perdant). Le terme est alors interchangeable avec le terme lamer.

## Histoire
Selon la petite histoire, le terme est apparu vers 1975 au Massachusetts Institute of Technology (MIT). Sur l'ordinateur en temps partagé Incompatible Timesharing System (ITS) du MIT, le caractère Control-Z déclenchait l'impression de diverses informations sur l'état de l'ordinateur incluant le nombre d'utilisateurs actuellement connectés. Un jour, un hacker a modifié le système pour qu'il imprime le nombre d'utilisateurs sous la forme 14 losers plutôt que 14 users dans un but humoristique. Pendant quelque temps, une guerre amicale a fait rage entre les hackers qui faisaient basculer le mot de users à losers et vice-versa. Lorsqu'un utilisateur entrait le caractère Control-Z, il ne savait jamais s'il allait recevoir une réponse sous la forme users ou losers. Finalement, un hacker a utilisé le terme luser et ce terme est resté.
Plus tard, le système en temps partagé ITS a été pourvu de la commande luser qui servait à demander de l'aide. Le système ITS a cessé d'être utilisé vers le milieu des années 1990. Par contre, l'utilisation du terme luser a continué à se répandre parce que les systèmes Unix désignaient par le terme user les utilisateurs ordinaires, ceux qui n'avaient pas de privilèges particuliers. Les informaticiens utilisaient souvent le terme luser dans les commentaires de leurs programmes ou dans leur documentation pour désigner ces users ordinaires.
Sur les IRC, la commande /lusers (qui est l'abréviation de list users) est une commande populaire qui permet d'obtenir le nombre d'utilisateurs connectés à un serveur ou un réseau.

## Source
- (en) Cet article est partiellement ou en totalité issu de l’article de Wikipédia en anglais intitulé « luser » (voir la liste des auteurs).